# Verviers
Verviers [vɛʁvje] ist eine Stadt im Osten Belgiens und liegt im Tal der Weser (französisch Vesdre) in den nördlichen Ausläufern der Ardennen. Sie gehört zur Provinz Lüttich in der Wallonischen Region. Die Grenze zu Deutschland liegt etwa 30 Kilometer entfernt. Verviers ist die Hauptstadt des gleichnamigen Bezirks, zu dem 29 Gemeinden gehören.

## Geschichte

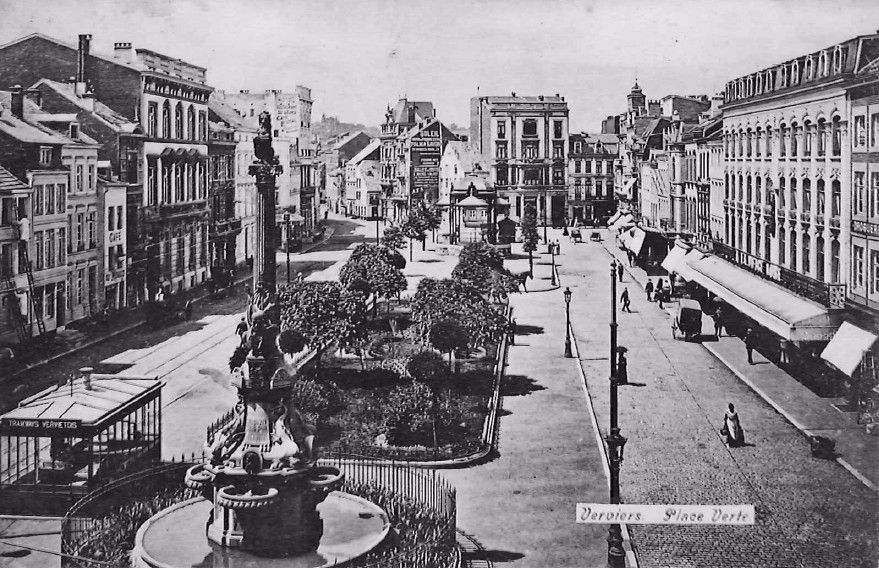
Place Verte im Zentrum (um 1900)

Die Geschichte der Stadt liegt bis zum 12. Jahrhundert im Dunkeln. Grundbesitz vom Kloster Stablo ist nicht nachweisbar. Belgische Historiker meinen, Stabloer Mönche hätten schon Ende des 7. Jahrhunderts hier eine Pfarrei (paroisse) gegründet. Dazu fehlen die Urkunden. Anfang des 11. Jahrhunderts soll Verviers Teil des Marquisat de Franchimont gewesen sein. 1012 soll es mit einer Güterübertragung des Marquis Réginard an das Hochstift Lüttich gekommen sein, das im Jahr 1155 Kaiser Friedrich I. bestätigt: Veruier cum advocatia et omnibus pertinentiis ist Eigentum des Lütticher Bischofs (MGH DD FI, Nr. 123).
Verviers war bis weit ins 20. Jahrhundert hinein weltweit bekannt als Zentrum des Wollhandels und der Textilindustrie. Ausgangspunkt der Textilindustrie war das weiche (d. h. fast kalkfreie) Wasser der Weser, das sich hervorragend zum Waschen von Wolle und anderen Textilien eignete. Der geringe Kalkgehalt des Wassers der Weser erklärt sich dadurch, dass die Weser und ihre Zuflüsse sich aus den Mooren des Hohen Venns speisen. Heute erinnert ein Museum an die Zeit der Textilindustrie. Heute existiert hier eine Produktionsstätte für Solarmodule.

## Stadtgliederung
Die Stadt Verviers umfasst seit der Gemeindefusion von 1977 zusätzlich die ehemaligen Gemeinden Ensival, Heusy, Lambermont, Petit-Rechain und Stembert. Die Stadt Dison bildet mit Verviers eine geschlossene urbane Zone.

## Politik

### Stadtrat
- PTB: 5
- PS: 10
- Ecolo: 4
- MR – LE – Sonst.: 15
- LE: 0
- MR: 0
- Sonst.: 3

Es wurde eine große Koalition aus = MR – LE – Sonst. und PS eingegangen.
- PTB: 8
- PS: 64
- Ecolo: 18
- MR – LE – Sonst.: 15
- LE: 37
- MR: 29
- PP: 3
- FN: 2
- Sonst.: 9

PS und LE hätten eine knappe Mehrheit von 101 von 185 Sitzen. 
 93 Sitze sind für eine absolute Mehrheit nötig.

## Sehenswürdigkeiten
Sehenswert sind die zahlreichen aus der Epoche des Historismus stammenden Bürgerhäuser, die ganze Straßenzüge prägen. Seit Beginn der 1990er Jahre werden vermehrt Anstrengungen unternommen, das Stadtbild attraktiver zu gestalten. Verviers nennt sich „Wallonische Hauptstadt des Wassers“, zahlreiche neu angelegte Brunnen, Wasserspiele und ein Musée de l’eau verdeutlichen dies. An die Geschichte der Textilindustrie erinnert das Centre Touristique de la Laine et de la Mode, in dem wechselnde Ausstellungen und Seminare stattfinden.
Bedeutende Sakralbauten sind die Kirche Saint-Remacle aus dem Jahr 1838 und die 1650 fertiggestellte Kirche Notre-Dame des Récollets. Das ehemalige Postamt (1909) mit Stilelementen aus Neogotik und Neorenaissance steht in direkter Nachbarschaft zur Fontaine Ortmans (1895). Das neoklassizistische Theater, der Justizpalast und das Rathaus aus dem späten 18. Jahrhundert sind weitere Sehenswürdigkeiten.
Das Empfangsgebäude des zwischen 1925 und 1930 erbauten Vervierser Hauptbahnhofs weist Merkmale des späten Jugendstils auf, er ist einer der seltenen quer über den Gleisen angelegten Reiterbahnhöfe.
Unweit von Verviers liegt die Gileppe-Talsperre, die seit 1878 die Wasserversorgung der Stadt und ihrer Industrie gewährleistet.
Die Assahaba-Moschee ist die größte Moschee in der Wallonie.

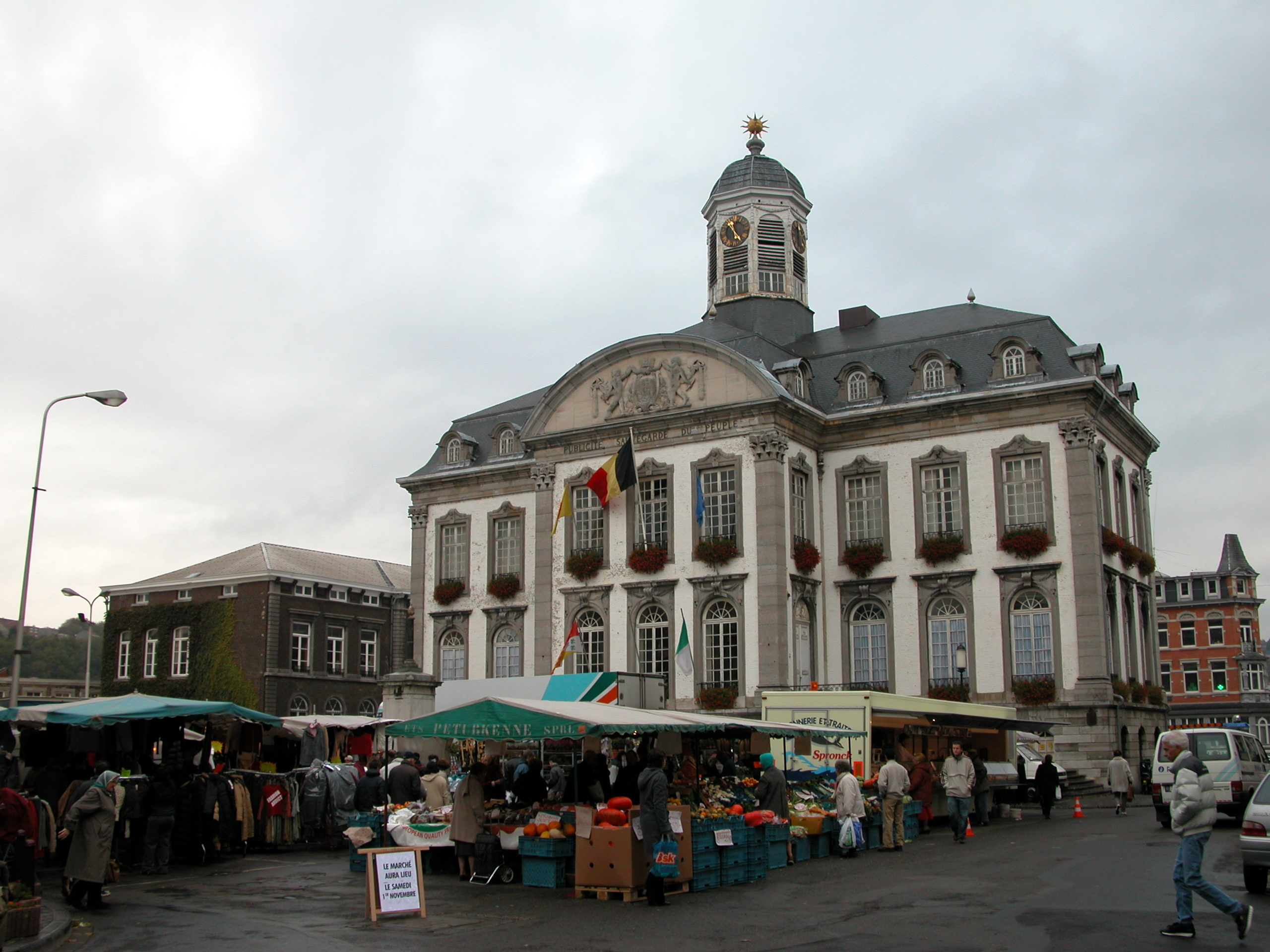
Rathaus
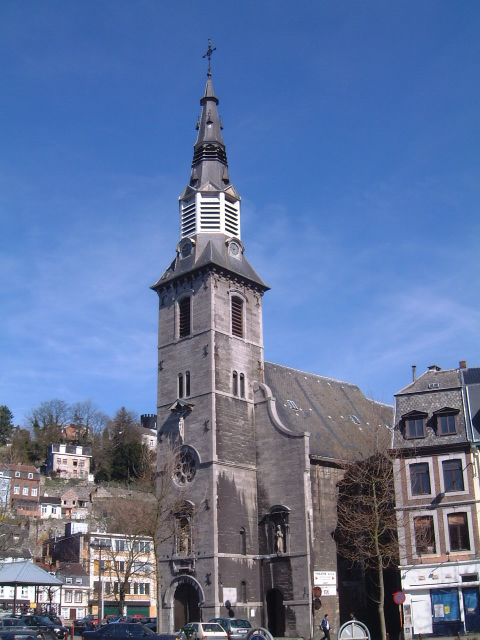
Notre-Dame des Récollets
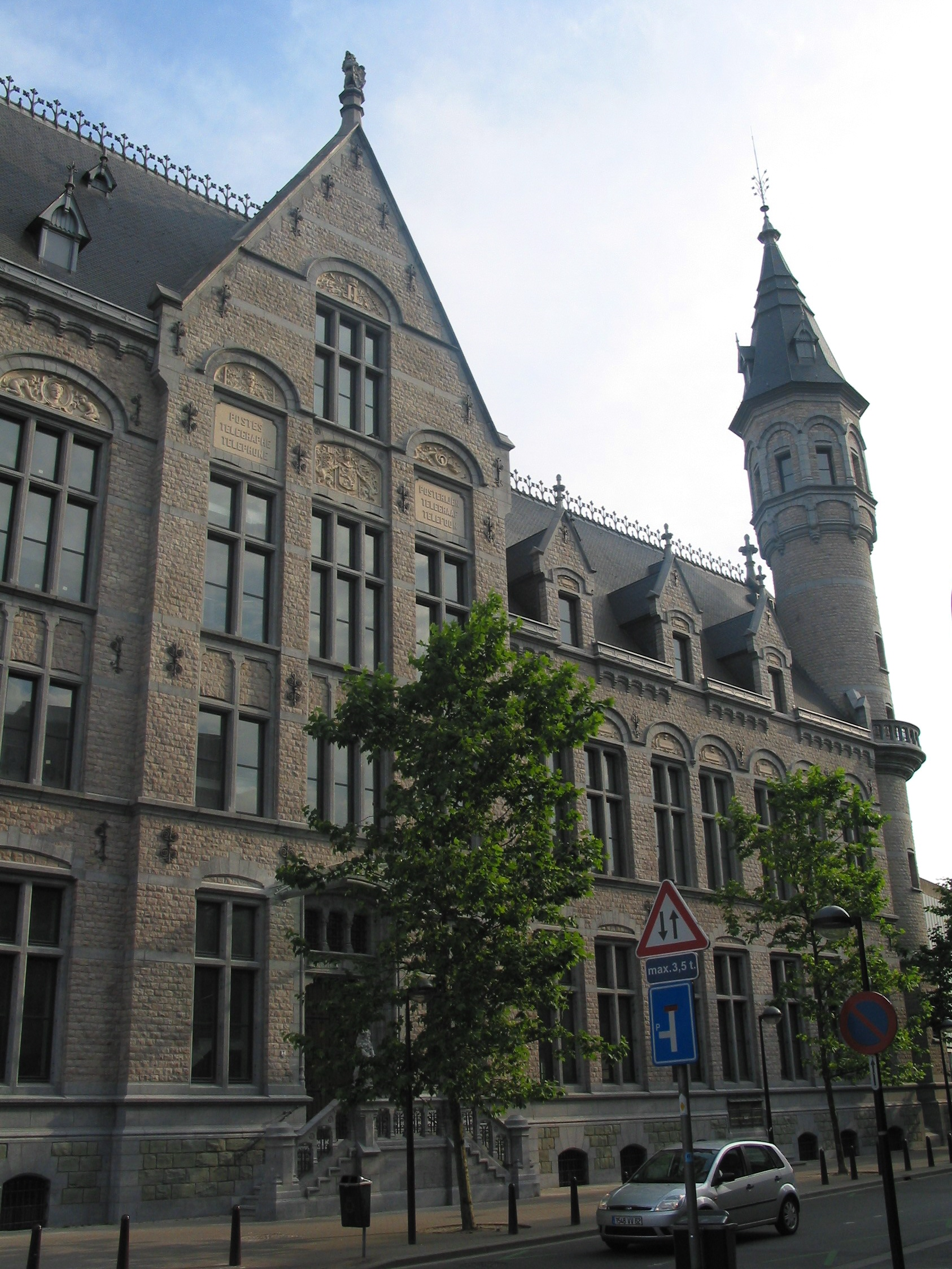
Ehemalige Grand’Poste
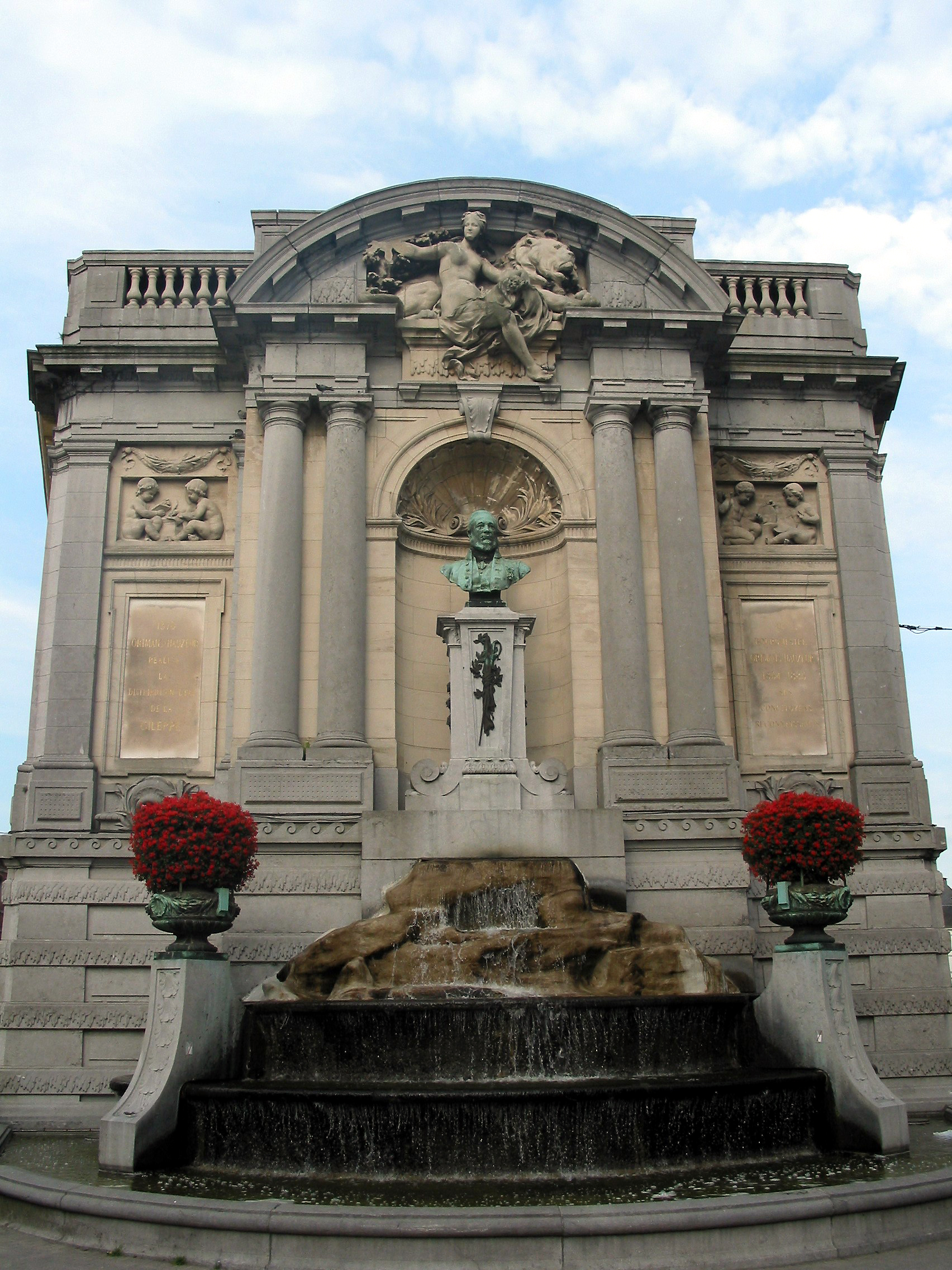
Fontaine Ortman
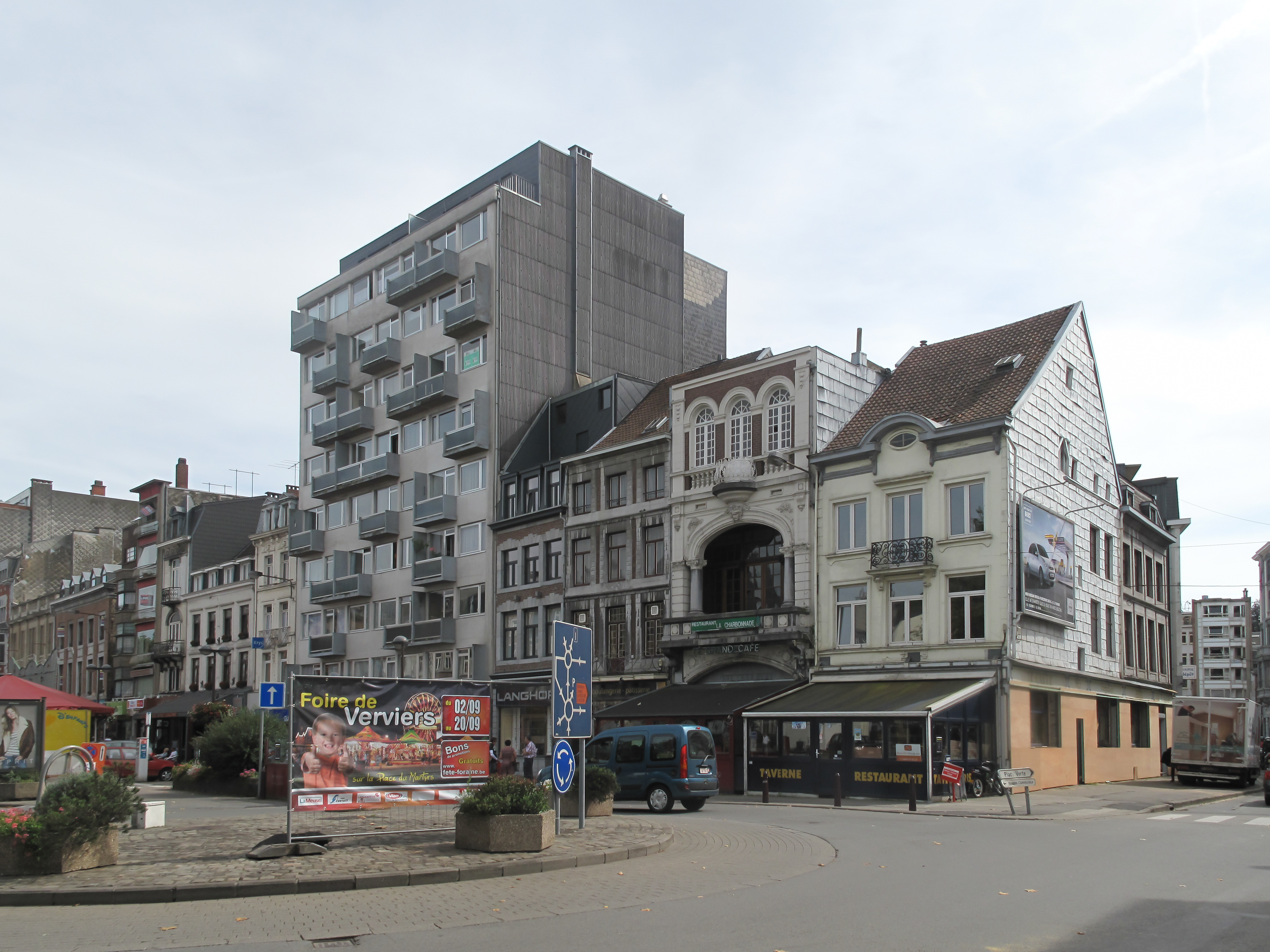
Gebäude verschiedener Epochen an der Place du Martyr
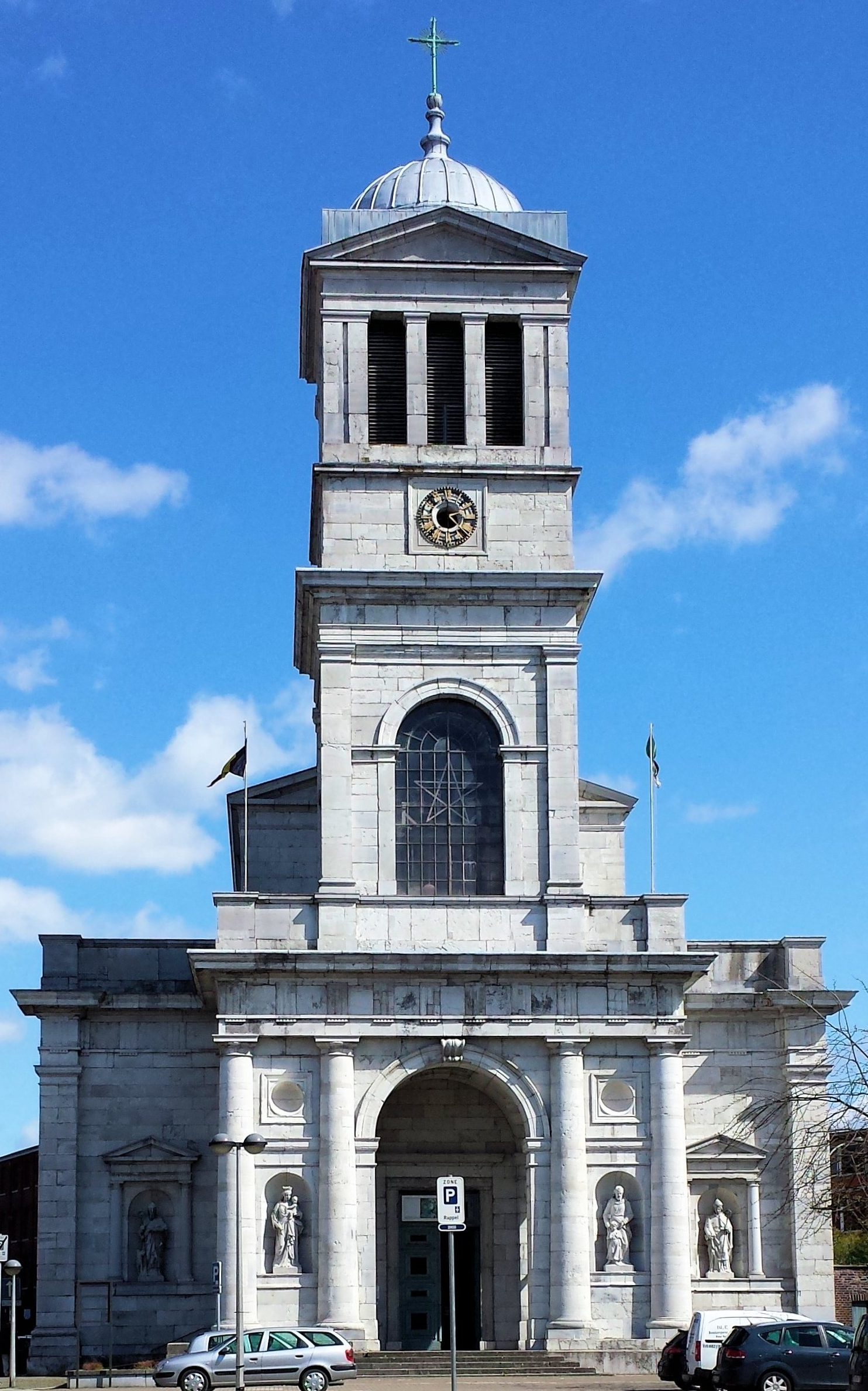
Kirche Saint-Remacle

## Verkehr

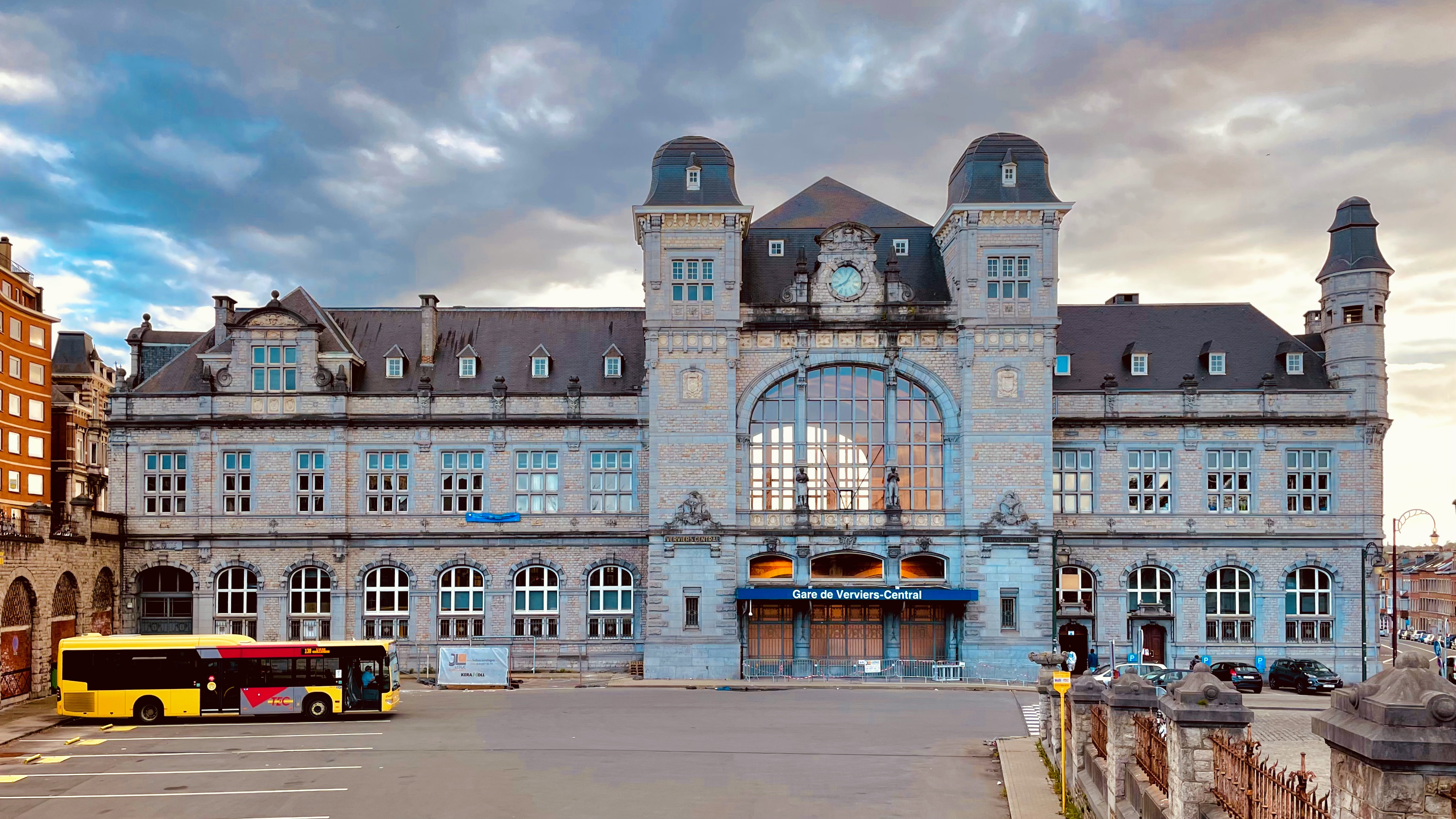
Bahnhof Verviers-Central (2021)

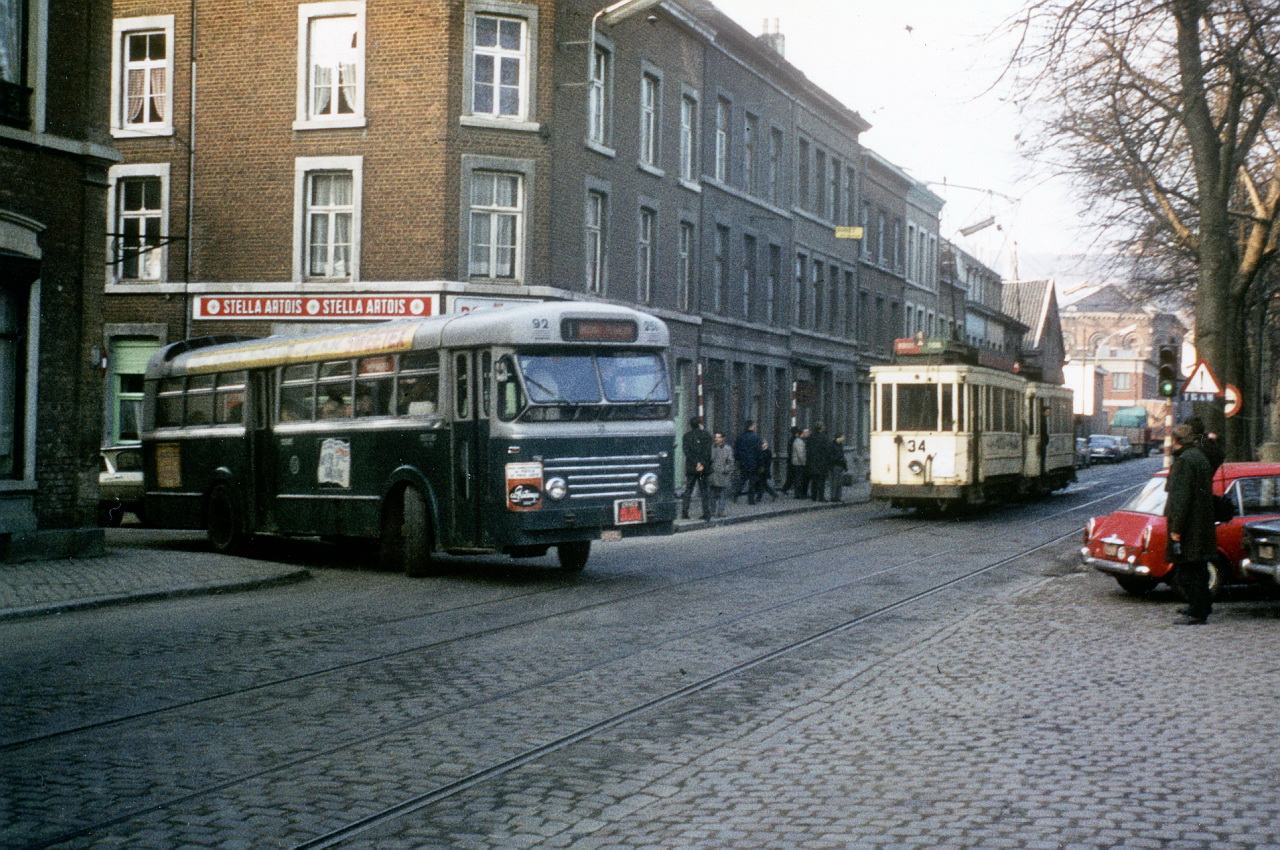
Straßenbahn und Bus in der Rue Houget (1969)

Verviers liegt an der Bahnstrecke Aachen–Lüttich(–Brüssel). Am Bahnhof Verviers-Central halten im Stundentakt IC-Züge der Linie 01 (Eupen–Brüssel–Ostende). Montags bis freitags außerdem IC-Züge (Linie 12) von Welkenraedt nach Kortrijk. Des Weiteren besitzt die Regionalbahn L 09 nach Spa-Géronstère im Bahnhof ihren Ausgangspunkt.
Hier befindet sich zudem der Haltepunkt Verviers-Palais, der nur von der S-Bahn Lüttich bedient wird. Aachen Hbf ist im Stundentakt mit dem euregioAIXpress erreichbar.
Die Autobahn A 27 durchquert die Stadt auf kurvenreicher Streckenführung Richtung Eifel. Nördlich der Stadt verläuft die Autobahn A 3 Aachen–Brüssel.
Zwischen 1884 und 1969 bediente die Straßenbahn Verviers den öffentlichen Nahverkehr in Verviers und seinen Nachbargemeinden. Bis 1952 verband eine Strecke der SNCV Verviers mit dem Kurbad Spa, bis 1956 bestand eine weitere SNCV-Strecke nach Eupen.

## Städtepartnerschaften
- Arles, Frankreich
- La Motte-Chalancon, Frankreich
- Bradford, Vereinigtes Königreich
- Mönchengladbach, Deutschland
- Roubaix, Frankreich

Die drei letztgenannten Städte sind als „Textilstädte“ mit Verviers und untereinander durch Partnerschaften verbunden.

## Söhne und Töchter der Stadt
- Henri Simonis (1640–1725), Tuchfabrikant und Gründer der Iwan-Simonis-Billardtuchfabrik
- William Cockerill, Senior (1759–1832), Erfinder und Industrieller, kam 1797 nach Verviers
- Iwan Simonis (1769–1829), Billardtuchfabrikant (Urenkel von Henri Simonis)
- Henri-Antoine Jardon (1768–1809), General der Infanterie
- Alexandre Louis Simon Lejeune (1779–1858), Arzt und Botaniker
- Barthélemy Vieillevoye (1798–1855), Historien-, Porträtmaler und Hochschullehrer
- Richard Courtois (1806–1835), Botaniker
- Alfred Skene (1815–1887), Industrieller und Abgeordneter zum Österreichischen Abgeordnetenhaus
- Henri Vieuxtemps (1820–1881), Violinist und Komponist
- Félicien Chapuis (1824–1879), Arzt und Entomologe
- Charles Rau (1826–1887), Anthropologe und Kurator des Smithsonian
- Paul Nicolas Édouard Peltzer (1829–1903), Technischer Direktor der Tuchfabrik Peltzer & Fils sowie Politiker
- Auguste Peltzer (1831–1893), Verwaltungsdirektor der Tuchfabrik Peltzer & Fils sowie Politiker
- Armand Peltzer (1843–1885), Ingenieur und Mordbeteiligter im Justizfall Peltzer
- Léon Peltzer (1843–1885), Geschäftsmann und Mordbeteiligter im Justizfall Peltzer
- Édouard Peltzer (1859–1934), Gesellschafter bei Peltzer & Fils sowie Politiker
- Henri Pirenne (1862–1935), Historiker
- Paul Christophe (1870–1957), Bauingenieur
- Guillaume Lekeu (1870–1894), Komponist
- Mathieu Crickboom (1871–1947), Violinist
- Eduard Jüngerich (1872–1935), deutscher Architekt, Stadtplaner und Baubeamter
- Olga Zanders (1872–1946), deutsche Papierfabrikantin
- Mathieu Quoidbach (1873–1951), Radrennfahrer
- Victor Vreuls (1876–1944), Violinist, Dirigent und Komponist
- Albert Dupuis (1877–1967), Komponist
- Jules de Grand Ry (1880–1966), belgischer Staatsbeamter
- Guy Weitz (1883–1970), Organist und Komponist
- Yvan Goor (1884–1958), Rad- und Motorradrennfahrer
- Jean Genten (1892–1944), römisch-katholischer Geistlicher und Märtyrer
- Louis Zurstrassen (1892–1971), Industrieller und Politiker
- Joseph Martin Peters (1894–1943), römisch-katholischer Geistlicher und Märtyrer
- Jacques Magnée (1903–1943), römisch-katholischer Geistlicher, Jesuit und Märtyrer
- Jourdain-Willy Dressen (1908–1945), römisch-katholischer Geistlicher, Dominikaner und Märtyrer
- Léon Lacroix (1909–2016), Numismatiker und Klassischer Archäologe
- Joseph Mostert (1912–1967), Mittelstreckenläufer
- André Blavier (1922–2001), Bibliothekar, Publizist und Schriftsteller
- Raymond Macherot (1924–2008), Comicautor für die Zeitschriften Tintin und Spirou
- Philippe Derchain (1926–2012), Ägyptologe
- Roger Leloup (* 1933), Comiczeichner, zeitweise im Studio Hergé
- Félix Simtaine (* 1938), Jazzmusiker
- Violetta Villas (1938–2011), polnische Sängerin
- Jean Vallée (1941–2014), Sänger
- Yvan Ylieff (* 1941), Politiker
- Jean Mawhin (* 1942), Mathematiker und Mathematikhistoriker
- Jean-Jacques Andrien (* 1944), belgischer Filmregisseur, Drehbuchautor und Filmproduzent
- Jean-Marie Klinkenberg (* 1944), Linguist und Semiotiker
- Janot Buchem (1946–2014), Jazzmusiker
- Jacques Géron (1950–1993), Comiczeichner
- Marc Duez (* 1957), Autorennfahrer
- Georges Ruggiu (* 1957), Rundfunkmoderator und Kriegsverbrecher
- Axel Urhausen (* 1958), belgischer Allgemein- und Sportmediziner sowie Olympia-Arzt
- Ingrid Leonie Severin (* 1959), Kunsthistorikerin und Kuratorin
- Jacques Stotzem (* 1959), Gitarrist (Fingerstyle)
- Claude K. Dubois (* 1960), Kinderbuchautorin und Illustratorin
- Eric van de Poele (* 1961), Autorennfahrer
- André Charlier (* 1962), Jazzmusiker
- Vinciane Pirenne-Delforge (* 1963), Althistorikerin
- Geisela Reinhardt (* 1964), französischer Musiker des Gypsy-Jazz
- Eddy Seel (* 1970), Supermoto-Rennfahrer
- Vincent Vosse (* 1972), Autorennfahrer
- Dominique Monami (* 1973), Tennisspielerin
- David Engels (* 1979), Althistoriker, Professor an der ULB
- Sébastien Rosseler (* 1981), Radrennfahrer
- Philippe Gilbert (* 1982), Radrennfahrer
- Sébastien Parotte (* 1984), Opernsänger
- Bertrand Baguette (* 1986), Autorennfahrer
- Kévin Van Melsen (* 1987), Radrennfahrer
- Mücahit Ceylan (* 1991), belgisch-türkischer Fußballspieler
- Clinton Mata (* 1992), angolanisch-belgischer Fußballspieler
- Green Montana (* 1993), Rapper
- Boris Vallée (* 1993), Radsportler
- Irina Balus (* 2005), slowakische Tennisspielerin
- Cihan Çanak (* 2005), belgisch-türkischer Fußballspieler